# William Swainson
William Swainson (St. Mary Newington, Londres, 8 de outubro de 1789 — Vale de Hutt, Nova Zelândia, 6 de dezembro de 1855) foi um ornitólogo e artista britânico.

## Trabalho com história natural

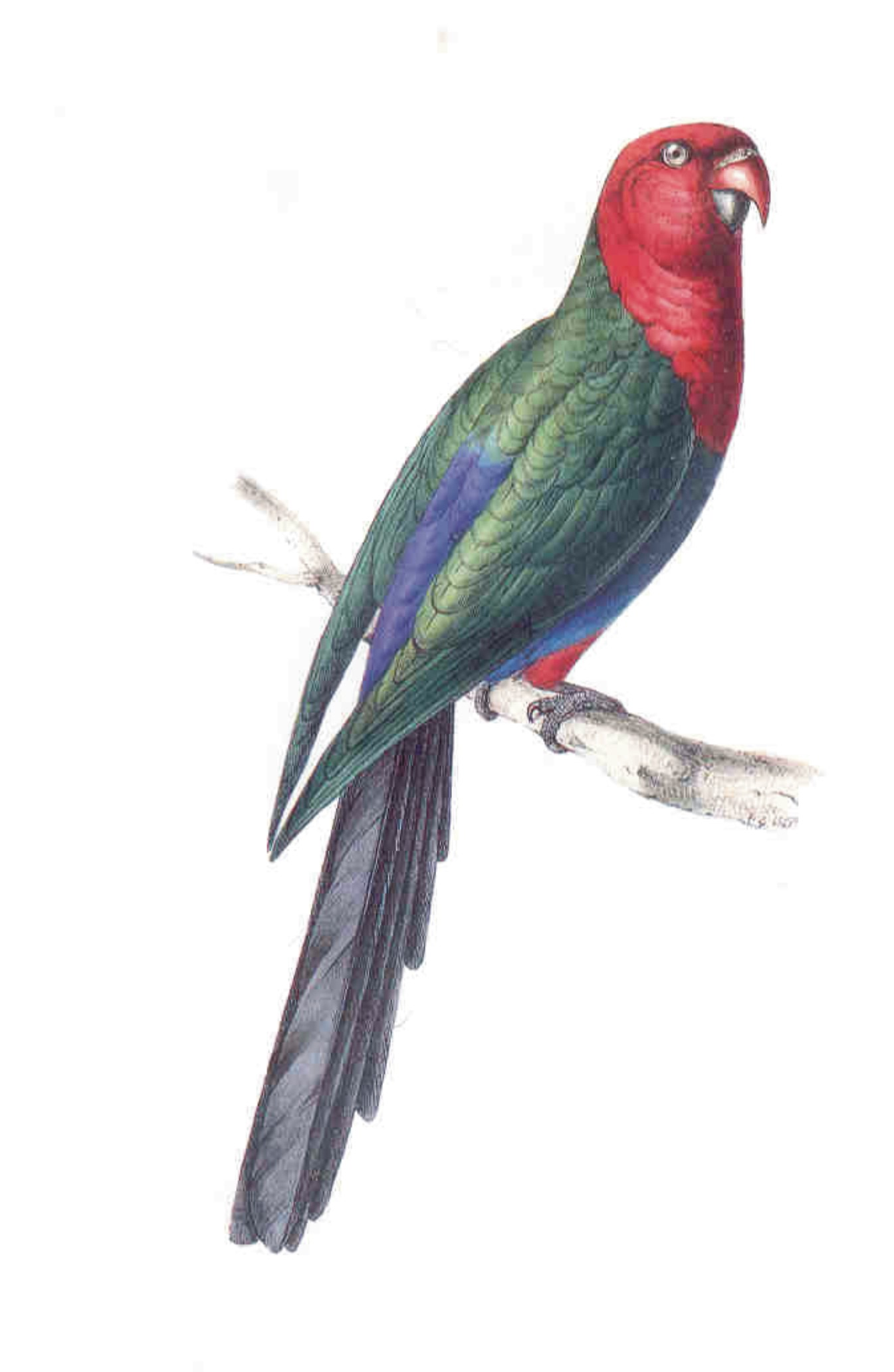
Imagem de uma litografia colorida de um papagaio rei Moluccan produzida por Swainson no primeiro volume das Ilustrações Zoológicas

Swainson às vezes era bastante crítico em relação às obras dos outros e, mais tarde na vida, outros, por sua vez, tornaram-se bastante críticos em relação a ele.
Além dos nomes comuns e científicos de muitas espécies, é pela qualidade de suas ilustrações que ele é mais lembrado. Seu amigo William Elford Leach, chefe de zoologia do Museu Britânico, o encorajou a fazer experiências com litografia para seu livro Ilustrações Zoológicas (1820–23). Swainson se tornou o primeiro ilustrador e naturalista a usar a litografia, que era um meio de reprodução relativamente barato e não exigia um gravador. Ele começou a publicar muitas obras ilustradas, principalmente em série. Os assinantes recebiam e pagavam pelos fascículos, pequenas seções dos livros, à medida que iam saindo, para que o fluxo de caixa fosse constante e pudesse ser reinvestido na preparação das partes subsequentes. À medida que os pedidos de livros chegavam, as litografias monocromáticas eram coloridas à mão, de acordo com imagens de referência de cores, conhecidas como 'placas padrão', que foram produzidas pelo próprio Swainson. Foi sua adoção precoce desta nova tecnologia e sua habilidade natural de ilustração que em grande parte o levou a sua fama.
Quando, em março de 1822, Leach foi forçado a renunciar ao Museu Britânico devido a problemas de saúde, Swainson se candidatou para substituí-lo, mas o cargo foi dado a John George Children. Logo após seu primeiro casamento em 1823, Swainson visitou Paris e fez amizade com Georges Cuvier, Étienne Geoffroy Saint-Hilaire e outros eminentes naturalistas franceses. Ao retornar a Londres, ele foi contratado pelos Srs. Longman como editor dos departamentos de história natural do Cabinet Cyclopedia de Lardner. Swainson continuou a escrever, o mais influente dos quais foi o segundo volume da Fauna Boreali-Americana (1831), que escreveu com John Richardson. Esta série (1829-1837) foi o primeiro estudo zoológico ilustrado a ser financiado em parte pelo governo britânico. Ele também produziu uma segunda série de Ilustrações Zoológicas (1832-33), três volumes da Biblioteca Naturalista de William Jardine e onze volumes do Gabinete Cyclopedia de Lardner; ele havia assinado um contrato com a editora londrina Longman para produzir quatorze volumes ilustrados de 300 páginas nesta série, um a ser produzido trimestralmente.

### Classificação
Em 1819, William Sharp Macleay publicou suas ideias do sistema quinariano de classificação biológica, e Swainson logo se tornou um defensor notável e franco. O Sistema Quinariano caiu em desuso, dando lugar à crescente popularidade da teoria geográfica de Hugh Edwin Strickland. Swainson foi sobrecarregado por Dionysius Lardner, o editor do Cabinet Cyclopaedia e Swainson e Macleay foram ridicularizados por seu apoio ao sistema quinariano. Ambos os proponentes deixaram a Grã-Bretanha; Swainson emigrou para a Nova Zelândia e Macleay para a Austrália. Um americano que visitou a Australásia na década de 1850 ouviu, para sua surpresa, que tanto Macleay quanto Swainson moravam lá e imaginou que haviam sido exilados para os Antípodas.
"pelo grande crime de sobrecarregar a zoologia com uma teoria falsa, embora muito elaborada, que lançou tanta confusão no assunto de sua classificação e estudo filosófico".

## Estudos botânicos na Austrália
Em 1851, Swainson navegou para Sydney e assumiu o posto de agrimensor botânico em 1852 com o governo de Victoria, após ser convidado pelo vice-governador Charles La Trobe para estudar as árvores locais. Ele terminou seu relatório em 1853, no qual reivindicou um total de 1 520 espécies e variedades de eucaliptos. Ele identificou tantas espécies de Casuarina que ficou sem nomes para elas.